# Curtiss SB2C Helldiver
El Curtiss SB2C Helldiver fue un bombardero en picado embarcado producido para la Armada de los Estados Unidos durante la Segunda Guerra Mundial. Reemplazó al SBD Dauntless en el servicio naval. El SB2C era mucho más rápido que el que SBD al que reemplazó.
Los motes del avión dados por las tripulaciones incluían Big-Tailed Beast (Bestia de Gran Cola) o sólo el despectivo Beast (Bestia), Two-Cee (Dos-Ce), y Son-of-a-Bitch 2nd Class (Hijo-de-Perra de 2da Clase, en parte por su designación y en parte debido a su reputación de tener difíciles características de manejo). Parece ser que no les gustaba ni a los pilotos ni a los comandantes de portaaviones.
Los retrasos afectaron a su producción (por la época en que la variante A-25 Shrike de las USAAF fue desplegada a finales de 1943, las Fuerzas Aéreas del Ejército ya no tenían en la necesidad de un bombardero en picado puro). El pobre manejo del avión fue otro factor que obstaculizó su introducción al servicio; tanto la Armada Real Británica como la Real Fuerza Aérea Australiana cancelaron órdenes sustanciales.
El Comité Truman investigó la producción del Helldiver y entregó un informe mordaz, que finalmente condujo al principio del final de Curtiss. Los problemas con el Helldiver fueron finalmente subsanados, y a pesar de sus problemas iniciales, el avión voló los últimos dos años de la Guerra del Pacífico con un buen registro de combate.

## Diseño y desarrollo

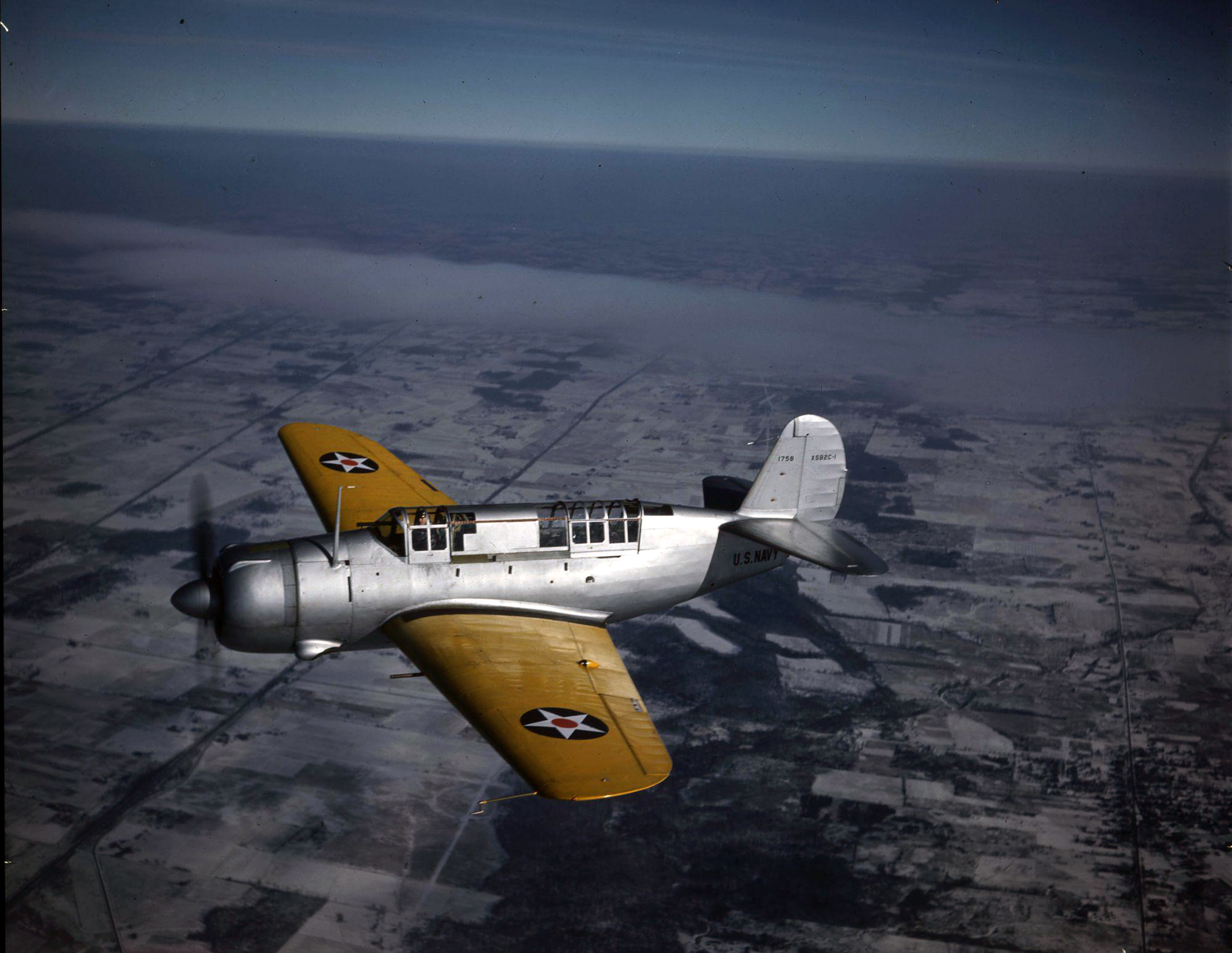
Prototipo del Curtiss XSB2C Helldiver en su primer vuelo.

El Helldiver fue desarrollado para reemplazar al Douglas SBD Dauntless. Era un avión mucho mayor, capaz de operar desde los últimos portaaviones y llevar una considerable panoplia de armamento. Presentaba una bodega interna de bombas que reducía la resistencia cuando llevaba municiones pesadas. Ensillado con exigentes requerimientos establecidos tanto por el Cuerpo de Marines estadounidense como por las Fuerzas Aéreas del Ejército estadounidense, el fabricante incorporó en el diseño características de un avión multitarea.
El prototipo del Model XSB2C-1 sufrió inicialmente problemas de inmadurez relacionados con su motor Wright R-2600 Twin Cyclone y su hélice tripala. Otros problemas incluían debilidad estructural, pobre manejo, inestabilidad direccional y malas características de pérdida. En 1939, un estudiante llevó una maqueta del nuevo Curtiss XSB2C-1 al túnel de viento del MIT. El profesor de ingeniería aeronáutica Otto C. Koppen declaró que “sí construyen más como este, están locos”. Se refería a los problemas de controlabilidad con la pequeña cola vertical.
El primer prototipo realizó su primer vuelo el 18 de diciembre de 1940. Se estrelló el 8 de febrero de 1941, cuando su motor falló en una aproximación, pero se le pidió a Curtiss que lo reconstruyera. El fuselaje fue alargado y se le instaló una cola mayor, mientras que fue equipado con un piloto automático para ayudar en la pobre estabilidad. El revisado prototipo voló de nuevo el 20 de octubre de 1941, pero resultó destruido cuando su ala falló en unas pruebas de picado el 21 de diciembre del mismo año.
La producción a larga escala ya había sido ordenada el 29 de noviembre de 1940, pero se especificaron una gran cantidad de modificaciones para el modelo de producción. Las áreas del empenaje y del timón fueron aumentadas, la capacidad de combustible fue aumentada, se añadieron depósitos de combustible autosellantes y el armamento fijo fue doblado hasta cuatro ametralladoras de 12,7 mm en las alas, comparado con las dos armas del capó del prototipo. El SB2C-1 fue construido con mayores depósitos de combustible, mejorando considerablemente su alcance.
El programa sufrió tantos retrasos que el TBF Avenger entró en servicio antes que el Helldiver, incluso aunque el Avenger había comenzado su desarrollo 2 años más tarde. 
Sin embargo, el tempo de producción se aceleró al producir en Columbus (Ohio) y en dos fábricas canadienses:  Fairchild Aircraft Ltd. (Canada), que produjo 300 aparatos (bajo las designaciones XSBF-1, SBF-1, SBF-3, y SBF-4E), y la Canadian Car and Foundry, que construyó 894 ejemplares (designados SBW-1, SBW-3, SBW-4, SBW-4E, y SBW-5), siendo estos modelos respectivamente equivalentes a sus contrapartidas construidas por Curtiss. Se produjeron un total de 7140 SB2C en la Segunda Guerra Mundial.

## Historia operacional

### Armada estadounidense

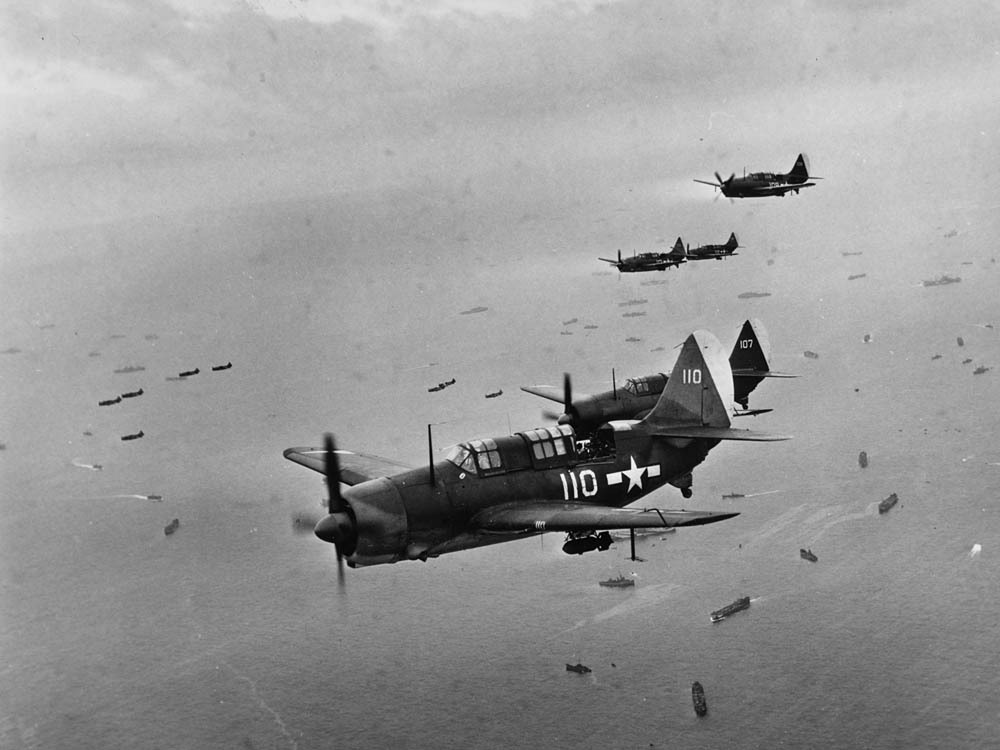
SB2C-4 del Yorktown en las costas de Iwo Jima.

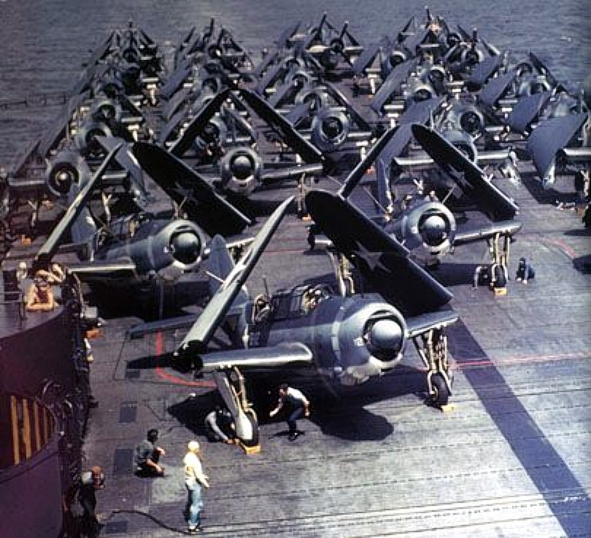
SB2C-1 con el esquema tricolor en la cubierta de vuelo del en 1943.

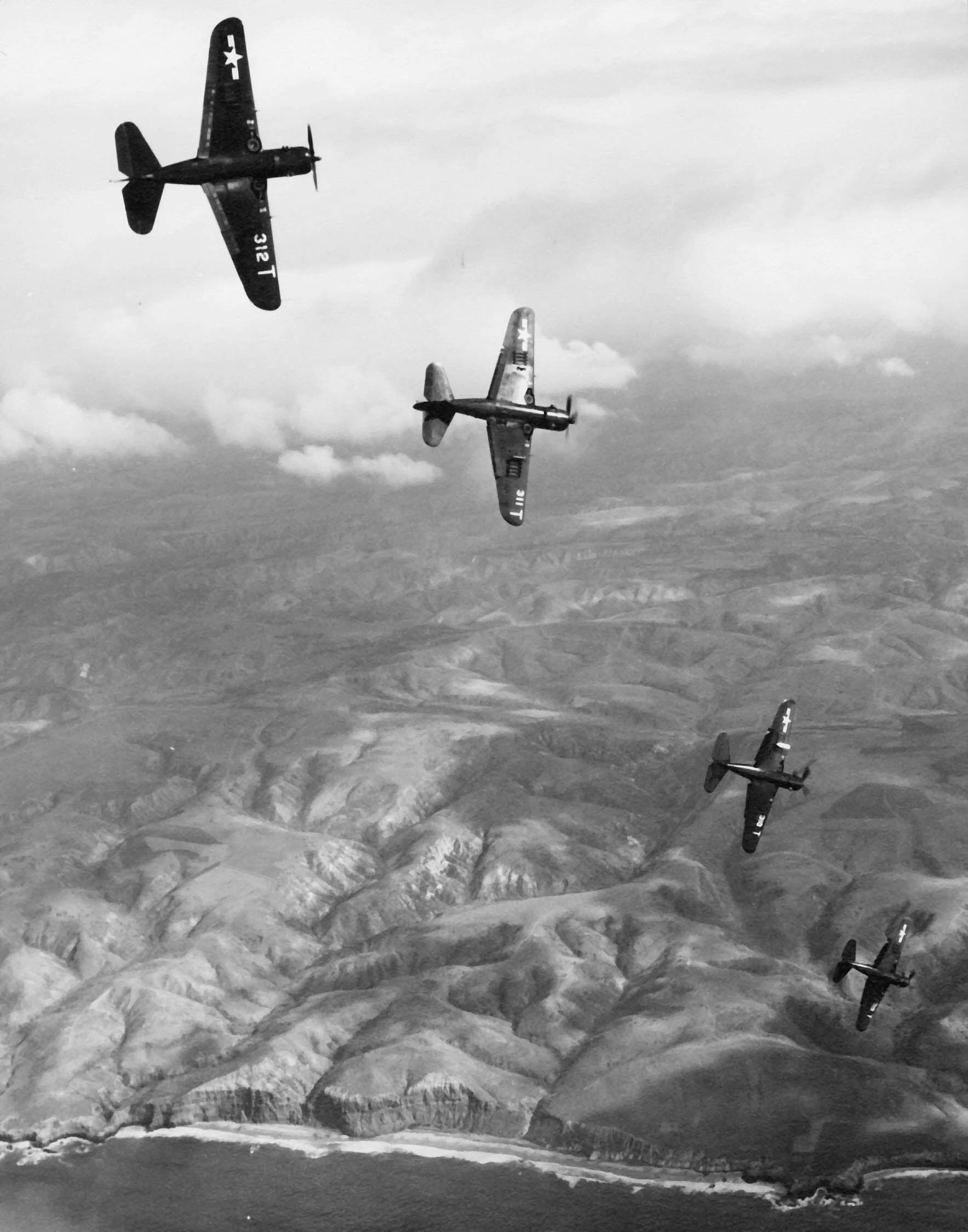
Curtiss SB2C-5 Helldiver de la Armada estadounidense del Attack Squadron 1A (VA-1A) "Tophatters" alabean para picar en apoyo a las fuerzas anfibias en un ejercicio de desembarco tras la guerra (1947).

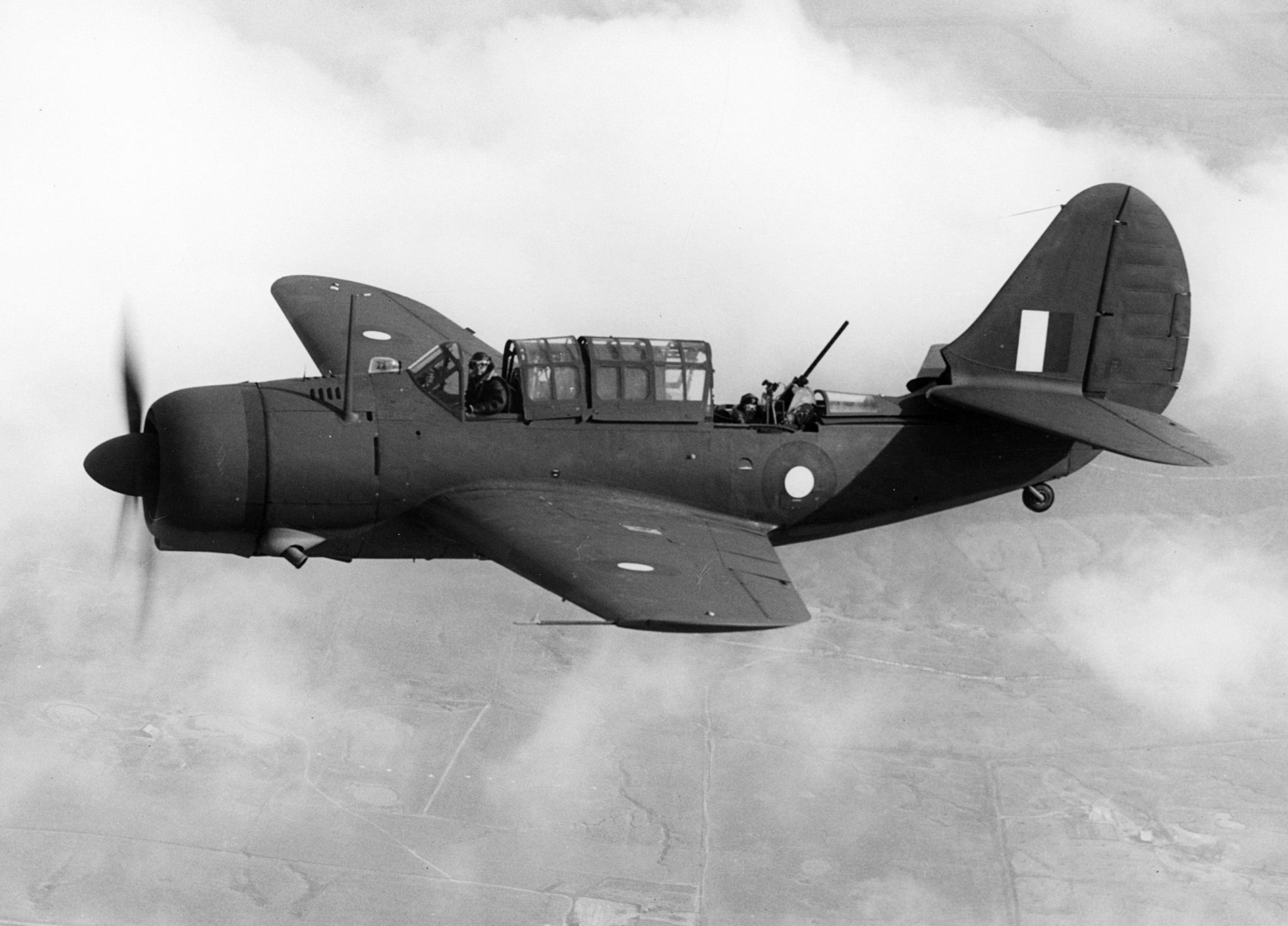
Un Curtiss Shrike australiano en vuelo.

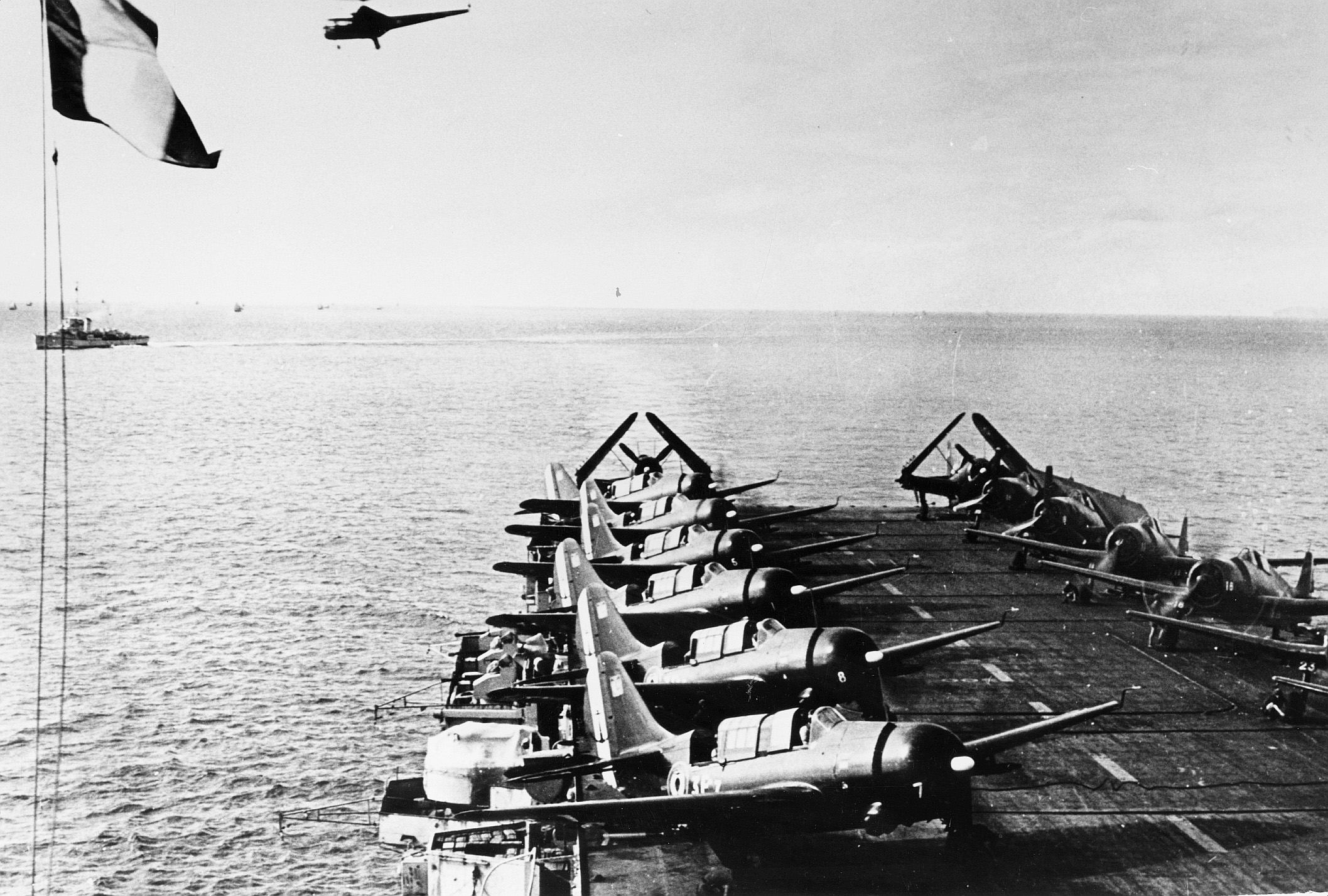
Helldiver en la cubierta de vuelo del portaaviones francés Arromanches en 1951. En esa época, la nave estaba operando en la costa de Indochina.

La Armada estadounidense no aceptaría el SB2C hasta que se hubieran realizado 880 modificaciones en el diseño y cambios en la línea de producción, retrasando el estreno en combate del Curtiss Helldiver hasta el 11 de noviembre de 1943 con el escuadrón VB-17 en el Bunker Hill, cuando atacó el puerto ocupado de Rabaul en la isla de Nueva Bretaña, al norte de Papúa Nueva Guinea. La primera versión del SB2C-1 se mantuvo en los Estados Unidos para entrenamiento, provocando sus varios problemas de desarrollo que sólo fueran construidas 200 unidades. El primer modelo desplegado fue el SB2C-1C. El SB2C-1C podía desplegar slats conectados mecánicamente con los actuadores del tren de aterrizaje principal, que se extendían desde el tercio externo del borde de ataque alar para ayudar en el control lateral a baja velocidad. El pronóstico inicial de la “Bestia” fue desfavorable; las tripulaciones lo desaprobaban debido a su tamaño, peso y alcance reducido, comparado con el SBD al que reemplazó.
En la batalla del Mar de Filipinas, 45 Helldiver, la mayoría de los cuales habían sido lanzados deliberadamente desde un alcance máximo, se perdieron cuando se quedaron sin combustible mientras volvían a sus portaaviones.
Entre sus fallos principales, el Helldiver estaba falto de potencia, tenía un alcance menor que el del SBD, estaba equipado con un sistema eléctrico poco fiable y a menudo estaba fabricado de forma deficiente. La hélice Curtiss-Electric y el complejo sistema hidráulico tenían frecuentes problemas de mantenimiento. Uno de los fallos que perduró en el avión en toda su vida operacional fue la pobre estabilidad longitudinal, resultado de un fuselaje que era demasiado corto debido a la necesidad de que cupiera en los elevadores de los portaaviones. La respuesta de alerones del Helldiver también era pobre y el manejo era muy sufrido por debajo de los 170 km/h; ya que la velocidad de aproximación para aterrizar en un portaaviones se suponía que debía ser de 157 km/h, esto se probó problemático. Los 880 cambios demandados por la Armada y la modificación del avión a su rol de combate resultaron en un incremento del peso del 42 %, explicando muchos de los problemas.
La solución a estos problemas comenzó con la introducción del SB2C-3 a comienzos de 1944, que usaba el motor R-2600-20 Twin Cyclone de 1416 kW (1900 hp) y hélice cuatripala de Curtiss. Esto solventó sustancialmente la falta crónica de potencia que había perseguido al avión. Los Helldiver participarían en batallas sobre las Marianas, las Filipinas (responsables parciales del hundimiento del acorazado Musashi), Taiwán, Iwo Jima y Okinawa (en el hundimiento del acorazado Yamato). También fueron usados en los ataques de 1945 a las Islas Ryūkyū y a la isla principal japonesa de Honshū en ataques tácticos sobre aeródromos, comunicaciones y líneas marítimas. También fueron usados extensivamente en patrullas durante el periodo entre el lanzamiento de las bombas atómicas y la rendición oficial japonesa, y en el período inmediato previo a la ocupación. 
Una rareza del SB2C con el camuflaje tricolor del estilo 1942 a 1943 fue que las partes inferiores de los paneles alares externos llevaban el camuflaje superior oscuro, debido a que dichas superficies inferiores eran visibles desde arriba cuando las alas estaban plegadas.
En experiencia operacional, se encontró que los cazas F6F Hellcat y F4U Corsair de la Armada estadounidense eran capaces de llevar una pesada carga de bombas equivalente contra objetivos terrestres y eran muchísimo más capaces de defenderse a sí mismos de los cazas enemigos. El Helldiver, sin embargo, podía lanzar munición con más precisión contra blancos específicos y su configuración biplaza le permitía disponer de un segundo par de ojos. El Helldiver también tenía una ventaja significativa en alcance sobre un caza cuando llevaba una carga de bombas, lo que es extremadamente importante en las operaciones navales.
La llegada de los cohetes aire-tierra aseguró que el SB2C fuera el último bombardero en picado específico producido. Los cohetes permitían ataques de precisión contra blancos de superficie navales y terrestres, mientras evitaban las presiones de los picados casi verticales y los exigentes requisitos en prestaciones necesarios en los bombarderos en picado.
El SB2C permaneció en servicio activo en la posguerra en escuadrones activados de la Armada estadounidense hasta 1947, y en unidades de aviación de la Reserva Naval hasta 1950. Aviones excedentes fueron vendidos a las Fuerzas Aéreas navales de Francia, Italia, Grecia, Portugal y Tailandia. Los SB2C griegos entraron en combate en la guerra civil griega con ametralladoras adicionales montadas en soportes alares. Los SB2C franceses volaron en la guerra de Indochina de 1951 a 1954.

### Servicio con el Ejército y Cuerpo de Marines estadounidenses
Construidos en la planta de Curtiss en San Luis, 900 aviones fueron ordenados por las USAAF bajo la designación A-25 Shrike. Los primeros 10 aviones tenían alas plegables, mientras que el resto de la orden de producción omitió está característica innecesaria. Otros muchos cambios distinguían al A-25A, incluyendo ruedas principales mayores, rueda de cola neumática, mira de aro y perla, colectores de escape mayores, y otro equipamiento de radio específico del Ejército. A finales de 1943, cuando el A-25A estaba siendo introducido, las USAAF ya no tenían una misión para el bombardero en picado, ya que los cazas como el P-47 Thunderbolt habían mostrado su habilidad para hacerse cargo de las misiones de apoyo aéreo táctico con gran éxito.
Las USAAF transfirieron 410 Helldiver a los Marines estadounidenses. Los A-25A fueron convertidos al estándar SB2C-1, pero la variante Marine SB2C-1 nunca entró en combate, siendo usados principalmente como entrenadores. Los restantes A-25A fueron empleados de forma similar como entrenadores y remolcadores de blancos.

### Servicio australiano
El Gobierno australiano emitió una orden por 150 Curtiss Shrike para cubrir el requerimiento de la Real Fuerza Aérea Australiana (RAAF) de bombarderos en picado. Estos aviones fueron pagados por el Gobierno estadounidense como ayuda de la Ley de Préstamo y Arriendo. Los primeros 10 Shrike fueron entregados a Australia en noviembre de 1943. En esa época, la RAAF consideraba el bombardeo en picado como una táctica anticuada, y ya no tenía un requerimiento del modelo; estaba en el proceso de reemplazar sus Vultee Vengeance por bombarderos ligeros. Como resultado, la orden de 140 aviones todavía impagados fue cancelada.
Los Shrike fueron puestos en servicio por la RAAF y recibieron los números de series A69-1 a A69-10, pero sólo el A69-4 voló en servicio. A mitad de enero de 1944, todos los Shrike, excepto el A69-4, habían sido devueltos a las USAAF. Este avión fue asignado a la No.1 Air Performance Unit entre diciembre de 1943 y abril de 1944, y fue usado para realizar pruebas de prestaciones. También fue devuelto a las USAAF en diciembre de 1944.

### Servicio británico
Un escenario comparable acompañó al servicio del Helldiver con los británicos. Un total de 26 aviones, de los 450 ordenados, fue entregado al Arma Aérea de la Flota de la Marina Real británica, donde fueron conocidos como Helldiver I. Tras unas pruebas no satisfactorias realizadas por el A&AEE que destacaban el ”espantoso manejo”, ninguno de los Helldiver británicos entró en combate.

### Servicio griego
La ayuda estadounidense proporcionó a la Real Fuerza Aérea Griega 48 Curtiss SB2C-5 Helldiver de los excedentes de la Armada estadounidense. Los aviones fueron entregados por el portaaviones USS Sicily (CVE-118) en la primavera de 1949. De los 48 aviones, seis fueron usados para instrucción en tierra o como fuente de repuestos y 42 fueron entregados al 336 Escuadrón de Caza (336 Μοίρα Διώξεως) para reemplazar al Spitfire, y el nombre del escuadrón fue cambiado a 336 Escuadrón de Bombardeo (336 Μοίρα Βομβαρδισμού).
Los SB2C-5 Helldiver tenían cambios menores para realizar sus operaciones COIN: la rueda de cola de goma dura (para uso en portaaviones) fue reemplazada por un neumático mayor para su uso en pistas de aterrizaje; y la estación trasera del artillero y sus ametralladora gemelas fueron eliminadas al no existir oposición aérea, siendo usada la reducción de peso para instalar ametralladoras y bombas extra.
Las Curtiss SB2C-5 Helldiver, Supermarine Spitfire y North American T-6D/G fueron usados en misiones de ataque al suelo contra las fuerzas terrestres, campamentos y transportes comunistas durante las últimas etapas de la guerra civil griega.
Los Helldiver tuvieron un servicio de combate relativamente breve y fueron gradualmente dados de baja en 1953. Unos pocos estaban todavía en uso en 1957, como aviones fotográficos. Un Curtiss SB2C-5 Helldiver fue restaurado en 1997 y está en exhibición en el Museo de la Fuerza Aérea Griega.

### Servicio francés
Entre 1949 y 1954, Francia compró 110 aviones SB2C-5 Helldiver para reemplazar a sus avejentados SBD-5 Dauntless que habían estado volando en combate en Vietnam. La Aeronavale francesa voló el Helldiver de 1951 a 1958.
Algunos de estos aviones fueron asignados a la Escadrille 9F desplegada a bordo de los portaaviones Arromanches, Bois Belleau y La Fayette durante la guerra de Indochina. Los Helldiver fueron usados para apoyar a las tropas francesas sobre el terreno durante la Batalla de Dien Bien Phu en 1954.

## Variantes

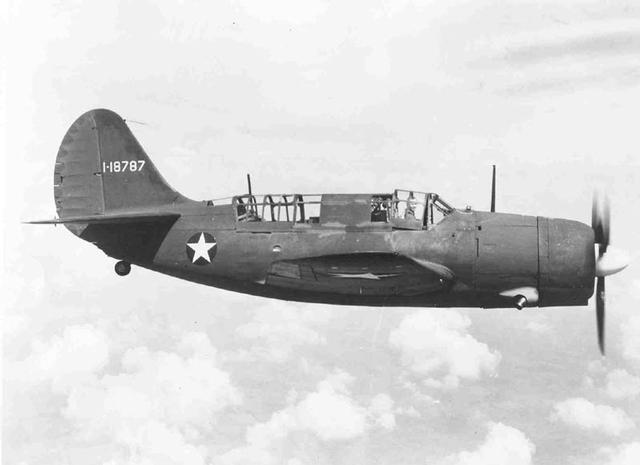
A-25 Shrike de las Fuerzas Aéreas del Ejército de los Estados Unidos (AAF Ser. No. 41-18787) en vuelo.

XSB2C-1
Prototipo propulsado por un motor R-2600-8 de 1268 kW (1700 hp).
SB2C-1
Versión de producción para la Armada estadounidense con cuatro armas alares de 12,7 mm y un arma dorsal de 7,62 mm, 200 construidos.
SB2C-1A
Designación original para la versión del Cuerpo Aéreo del Ejército de los Estados Unidos, que se convertiría en el A-25A, más tarde usada por 410 A-25A transferidos al Cuerpo de Marines estadounidense.
SB2C-1C
SB2C-1 con dos cañones de 20 mm montados en las alas y flaps operados hidráulicamente, 778 construidos. Los primeros en entrar en combate.
XSB2C-2
Un SB2C-1 equipado con flotadores gemelos en 1942.
SB2C-2
Versión de flotadores de producción, 287 cancelados y no construidos.
XSB2C-3
Un SB2C-1 remotorizado con un R-2600-20 de 1417 kW (1900 hp).
SB2C-3
Como el SB2C-1C, remotorizado con un R-2600-20 de 1417 kW (1900 hp) y hélice tetrapala, 1112 construidos.
SB2C-3E
SB2C-3 equipados con radar APS-4.
SB2C-4
SB2C-1C equipado con soportes alares para ocho cohetes de 127 mm o 454 kg de bombas, 2045 construidos.
SB2C-4E
SB2C-4 equipados con radar APS-4.
XSB2C-5
Dos SB2C-4 convertidos en prototipos de la variante -5.
SB2C-5
SB2C-4 con capacidad de combustible aumentada, cubierta deslizante sin marco, gancho de cola fijado en la posición extendida, y supresión del radar ASB, 970 construidos (2500 cancelados).
XSB2C-6
Dos SB2C-1C equipados con motor R-2600-22 de 1566 kW (2100 hp) y capacidad de combustible aumentada.
SBF-1
Versión del SB2C-1 de construcción canadiense, 50 construidos por Fairchild-Canada.
SBF-3
Versión del SB2C-3 de construcción canadiense, 150 construidos por Fairchild-Canada.
SBF-4E
Versión del SB2C-4E de construcción canadiense, 100 construidos por Fairchild-Canada.
SBW-1
Versión del SB2C-1 de construcción canadiense, 38 construidos por Canadian Car & Foundry.
SBW-1B
Versión de construcción canadiense para el Préstamo-Arriendo a la Marina Real Británica como Helldiver I, 28 construidos por Canadian Car & Foundry.
SBW-3
Versión del SB2C-3 de construcción canadiense, 413 construidos por Canadian Car & Foundry.
SBW-4E
Versión del SB2C-4E de construcción canadiense, 270 construidos por Canadian Car & Foundry.
SBW-5
Versión del SB2C-5 de construcción canadiense, 85 construidos (165 cancelados) por Canadian Car & Foundry.
A-25A Shrike
Versión del USAAC sin el sistema de retención o las alas plegables y equipamiento cambiado, 900 construidos.
Helldiver I
Designación de la Marina Real Británica dada a 28 SBW-1B de construcción canadiense.

## Operadores
Australia
- Real Fuerza Aérea Australiana

 Estados Unidos

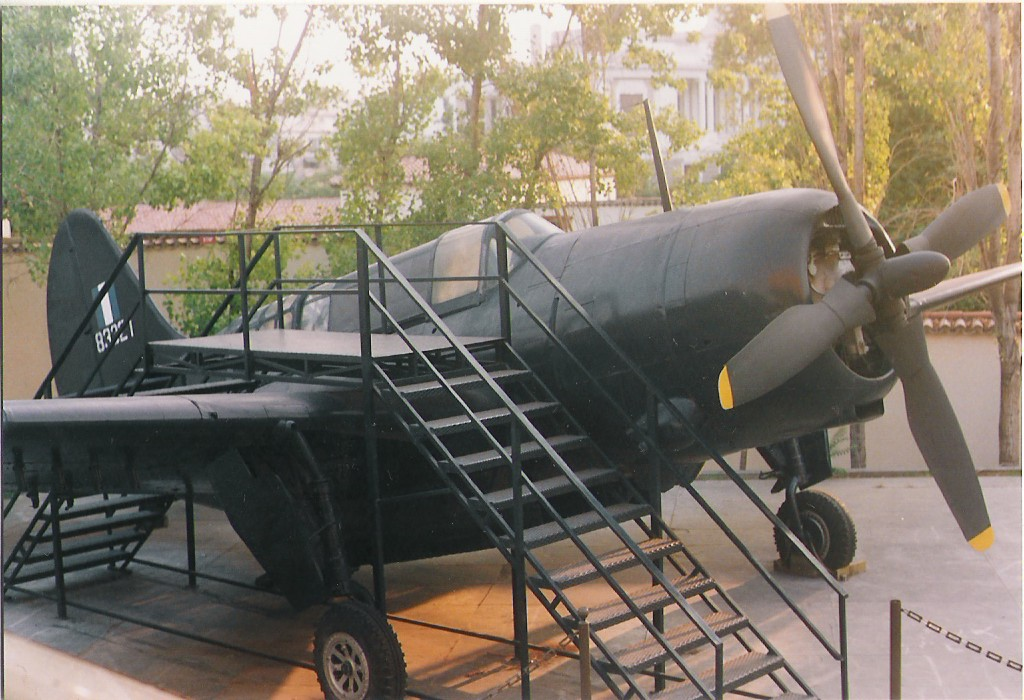
Un SB2C-5 preservado.

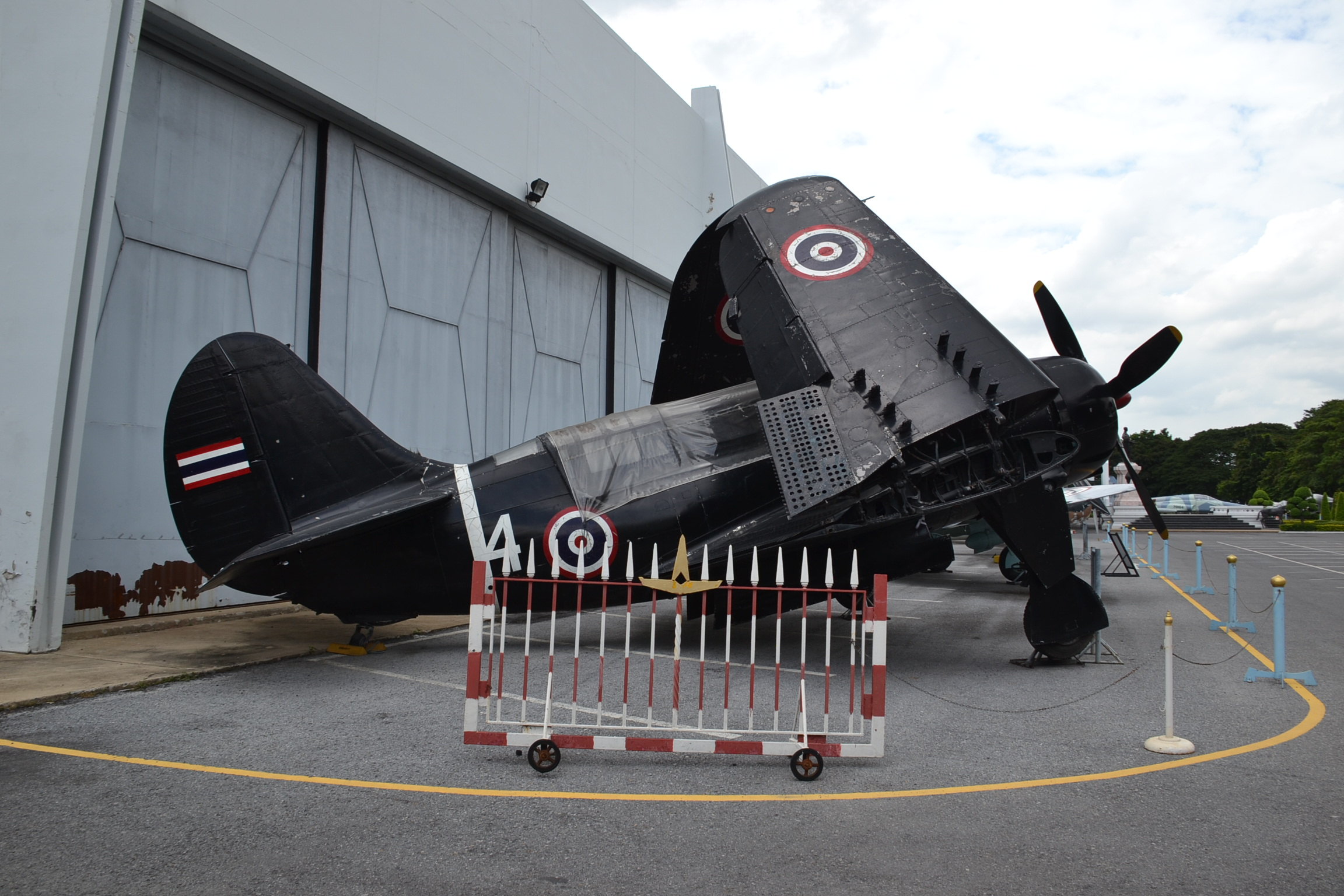
Curtiss SB2C-5 Helldiver en el Royal Thai Air Force Museum.

- Fuerzas Aéreas del Ejército de los Estados Unidos (como A-25 Shrike)
- Cuerpo de Marines de los Estados Unidos
- Armada de los Estados Unidos

 Francia
- Aviation navale

 Grecia
- Real Fuerza Aérea Griega

 Italia
- Aeronautica Militare: operó 42 aviones de 1950 a 1959.[29]

 Portugal
- Marina portuguesa (hasta 1952)
- Fuerza Aérea Portuguesa (después de 1952)

 Reino Unido
- Marina Real británica (Arma Aérea de la Flota)

 Tailandia
- Real Fuerza Aérea Tailandesa

## Supervivientes

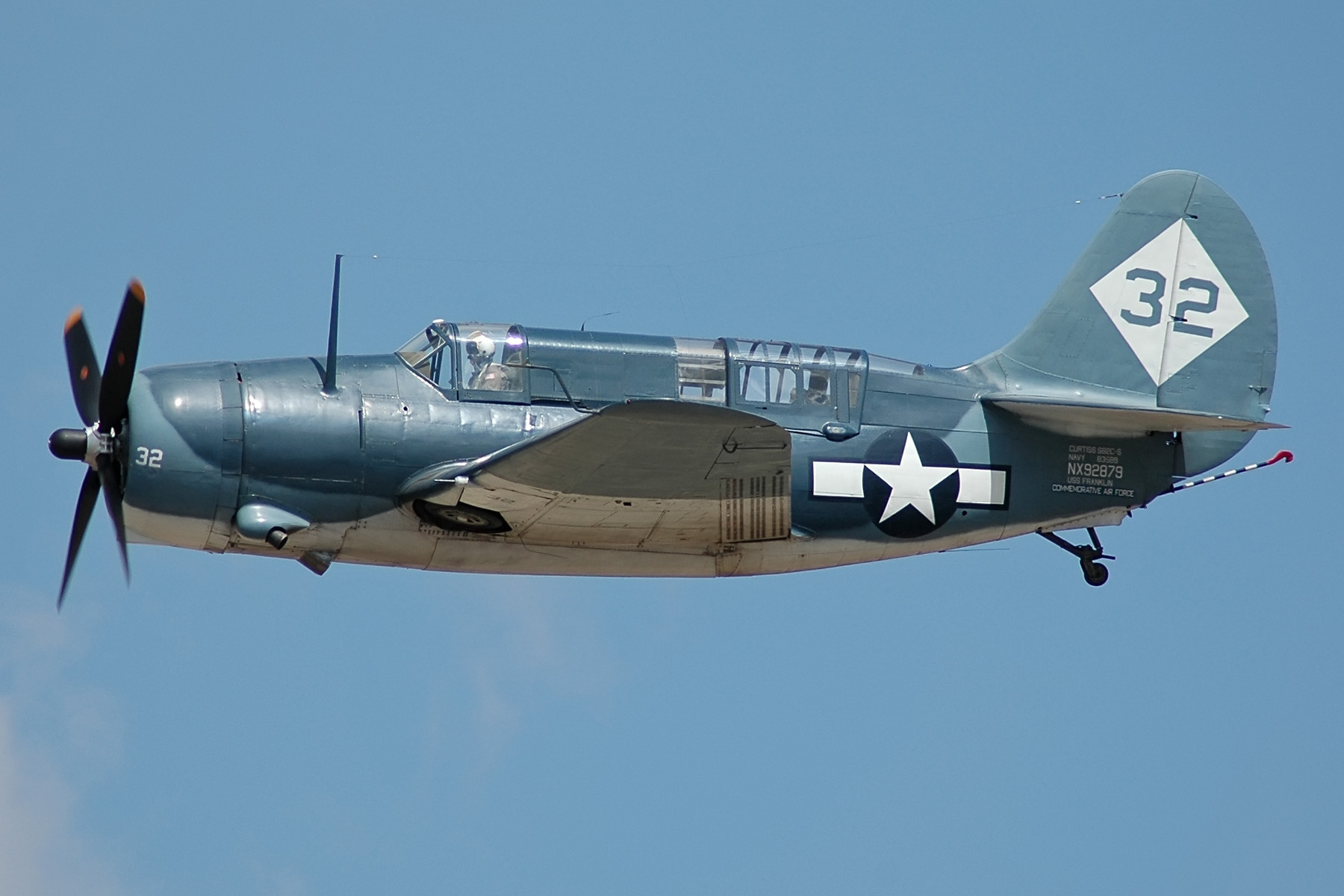
Curtiss SB2C-5 Helldiver (Commemorative Air Force).

NOTA: Todos los aviones supervivientes están identificados con el número de registro de la Armada estadounidense (BuNo).

### Grecia
En exhibición
SB2C-5
- 83321: Hellenic Air Force Museum, Decelea Air Base.[30]

### Tailandia
En exhibición
SB2C-5
- 83410: Royal Thai Air Force Museum, Don Muang Royal Thai Air Force Base, Bangkok.[31]

### Estados Unidos
En estado de vuelo
SB2C-5
- 83589: Commemorative Air Force (West Texas Wing) en Graham (Texas). Este Helldiver de producción tardía, construido en 1945, realiza frecuentes apariciones en exhibiciones aéreas. En 1982 sufrió un fallo de motor y realizó un duro aterrizaje de emergencia que le provocó extensos daños; los voluntarios de la CAF le dedicaron miles de horas y gastaron más de 200 000 dólares en restaurar el avión a la condición de vuelo una vez más.[32][33]

En exhibición
SB2C-5
- 83479: Centro Steven F. Udvar-Hazy del Museo Nacional del Aire y el Espacio de Estados Unidos en Chantilly (Virginia).[34]

En restauración
A-25A Shrike/SB2C-1A
- 75552: en restauración en el Museum of World War II Aviation en Colorado Springs, Colorado.[35]
- 76805: para exhibición en el Museo Nacional de la Fuerza Aérea de Estados Unidos en la Base de la Fuerza Aérea Wright-Patterson en Dayton (Ohio).[36]

SB2C-3
- 19075: para exhibición en el Yanks Air Museum en Chino (California).[37]

SB2C-4
- 19866: para exhibición en el National Naval Aviation Museum en la Naval Air Station Pensacola, Florida. Se estrelló el 28 de mayo de 1945 en la Lower Otay Reservoir, cerca de San Diego (California) tras un fallo de motor durante un ejercicio de entrenamiento. Tanto el piloto E.D. Frazer como su pasajero salieron ilesos, pero el Helldiver se hundió en 30 m de agua. El avión fue descubierto en febrero de 2010 por un pescador y recuperado el 20 de agosto del mismo año para su restauración.[38]

SB2C-5
- 83393: para exhibición por Fagen Fighters & Warhawks, Inc. en Granite Falls (Minnesota).[39]

Restos
- Un SB2C-4E Helldiver perteneciente a la Armada estadounidense se estrelló y ardió, debido al mal tiempo, el 9 de octubre de 1945, mientras estaba en ruta desde New Cumberland (Pensilvania) a su base en la Naval Air Station Grosse Ile, Míchigan, tras participar en las celebraciones del Nimitz Day en Washington D. C. El piloto Frank Campbell y el artillero George Cohlmia, ambos veteranos de la Segunda Guerra Mundial, murieron en el accidente. Los restos del avión todavía están localizados en el lugar del accidente en Laurel Hill en el Municipio de Ligonier, Pensilvania, a tres millas al sudeste del pueblo de Waterford.[40]
- En enero de 2010, un submarinista descubrió un SB2C-1C Helldiver que había amarado en la Bahía de Maalaea en la costa de Maui Sur en agosto de 1944.[41] El Helldiver está recubierto de coral y falta su sección de cola. El avión experimentó problemas con su empenaje tras realizar maniobras de bombardeo en picado, que obligaron a amarar al Teniente William Dill.[42] Reposa a 15 metros bajo el agua encarado al este. El lugar, que está protegido por leyes estatales y federales, está en proceso de ser marcado con una placa por la Armada estadounidense. Se puede instalar un amarradero en un momento posterior para facilitar las inmersiones en el sitio.[43]
- El 25 de marzo de 2010, la Policía Estatal de Oregón, la Oficina del Sheriff del Condado de Tillamook y la Armada estadounidense anunciaron que, durante una operación de registro cerca de Rockaway Beach, Oregón, se habían localizado los restos de un SB2C Helldiver. Los primeros en llegar creen que pueden haber restos humanos en el lugar.[44][45]
- El 19 de diciembre de 2011, submarinistas en la costa de Jupiter, Florida, se toparon con un SB2C Helldiver mientras buceaban. El avión estaba intacto en su mayor parte y fue encontrado invertido con el tren de aterrizaje retraído. En mayo de 2012, la Armada estadounidense organizó un rescate del avión, recuperando una placa de datos del estabilizador horizontal. La Rama de Arqueología Submarina del Mando Naval de Historia y Patrimonio estaba tratando activamente de determinar si los números estampados en la placa de datos son legibles y pueden identificar el avión.[46]

## Especificaciones (SB2C-4 Helldiver)
Referencia datos: United States Navy Aircraft since 1911

### Características generales
- Tripulación: Dos (piloto, radio operador/artillero)
- Longitud: 11,2 m (36,7 ft)
- Envergadura: 15,2 m (49,8 ft)
- Altura: 4 m (13,2 ft)
- Superficie alar: 39,2 m² (422 ft²)
- Peso vacío: 4794 kg (10 566 lb)
- Peso máximo al despegue: 7553 kg (16 646,8 lb)
- Planta motriz: 1× motor radial de 14 cilindros en dos filas refrigerado por aire Wright R-2600-20 Twin Cyclone.
  - Potencia: 1417 kW (1954 HP; 1927 CV)

### Rendimiento
- Velocidad máxima operativa (Vno): 475 km/h (295 MPH; 256 kt) a 5090 m
- Velocidad crucero (Vc): 254 km/h (158 MPH; 137 kt)
- Alcance: 1876 km (1013 nmi; 1166 mi) con una carga de bombas de 450 kg
- Techo de vuelo: 8870 m (29 101 ft)
- Régimen de ascenso: 9,1 m/s (1791 ft/min)

### Armamento
- Ametralladoras: 

  - 2x M1919 de 7,62 mm en la cabina trasera

- Cañones: 

  - 2x AN/M2 de 20 mm en las alas
- Bombas: 

  - 900 kg en bodega interna ó
  - 1x torpedo Mark 13-2 ó
  - 250 kg en cada uno de los soportes subalares
- Cohetes: 

  - 8x HVAR de 127 mm

## Aeronaves relacionadas

### Desarrollos relacionados
- Curtiss SBC
- Curtiss XSB3C
- Curtiss XBTC
- Curtiss XBT2C

### Aeronaves similares
- Junkers Ju 87D Stuka
- Brewster SB2A Buccaneer
- Douglas SBD Dauntless
- Vultee A-31 Vengeance
- Breda Ba.65
- Aichi D3A
- Yokosuka D4Y
- Blackburn Skua
- Fairey Barracuda

### Secuencias de designación
- Secuencia Numérica (interna de Curtiss): ← 79 - 81 - 82 - 84 - 85 - 86 - 87 →
- Secuencia A-_ (Aviones de Ataque del USAAS/USAAC/USAAF, 1924-1947): ← A-22 - A-23 - A-24 - A-25 - A-26 - A-27 - A-28 →
- Secuencia SB_C (Aviones Bombardero/Exploración de la Armada estadounidense, 1934-1946 (Curtiss, 1922-1962)): SBC - SB2C - SB3C
- Secuencia SB_F (Aviones Bombardero/Exploración de la Armada estadounidense, 1934-1946 (Fairchild, 1942-1945)): SBF
- Secuencia SB_W (Aviones Bombardero/Exploración de la Armada estadounidense, 1934-1946 (Canadian Car and Foundry, 1942-1945)): SBW